# Metropolitan Borough of Poplar

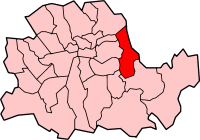
Lage von Poplar im früheren County of London

Der Metropolitan Borough of Poplar war ein Bezirk im Ballungsraum der britischen Hauptstadt London mit dem Status eines Metropolitan Borough. Er existierte von 1900 bis 1965 und lag im Osten der ehemaligen Grafschaft County of London.

## Geschichte
Der Bezirk entstand aus den Civil Parishes Bow, Bromley und Poplar, die ursprünglich in der Grafschaft Middlesex lagen und im Poplar District, einer Verwaltungsgemeinschaft, zusammengefasst waren. Ab 1855 gehörten die Gemeinden zum Einzugsgebiet des Zweckverbandes Metropolitan Board of Works. 1889 gelangten sie zum County of London, elf Jahre später folgte die Zusammenlegung zu einem Metropolitan Borough.
Bei der Gründung von Greater London im Jahr 1965 entstand aus der Fusion der Metropolitan Boroughs Bethnal Green, Poplar und Stepney der London Borough of Tower Hamlets.

## Statistik
Die Fläche betrug 2348 Acres (9,50 km²). Die Volkszählungen ergaben folgende Einwohnerzahlen:
Frühere Gebiete zusammengefasst:
| Jahr      | 1801  | 1811   | 1821   | 1831   | 1841   | 1851   | 1861   | 1871    | 1881    | 1891    |
| Einwohner | 8.278 | 13.548 | 18.932 | 25.066 | 31.122 | 47.162 | 79.196 | 116.376 | 156.510 | 166.748 |

Metropolitan Borough:
| Jahr      | 1901    | 1911    | 1921    | 1931    | 1951   | 1961   |
| Einwohner | 168.822 | 162.442 | 162.578 | 155.089 | 73.579 | 66.604 |